# Духова трубка

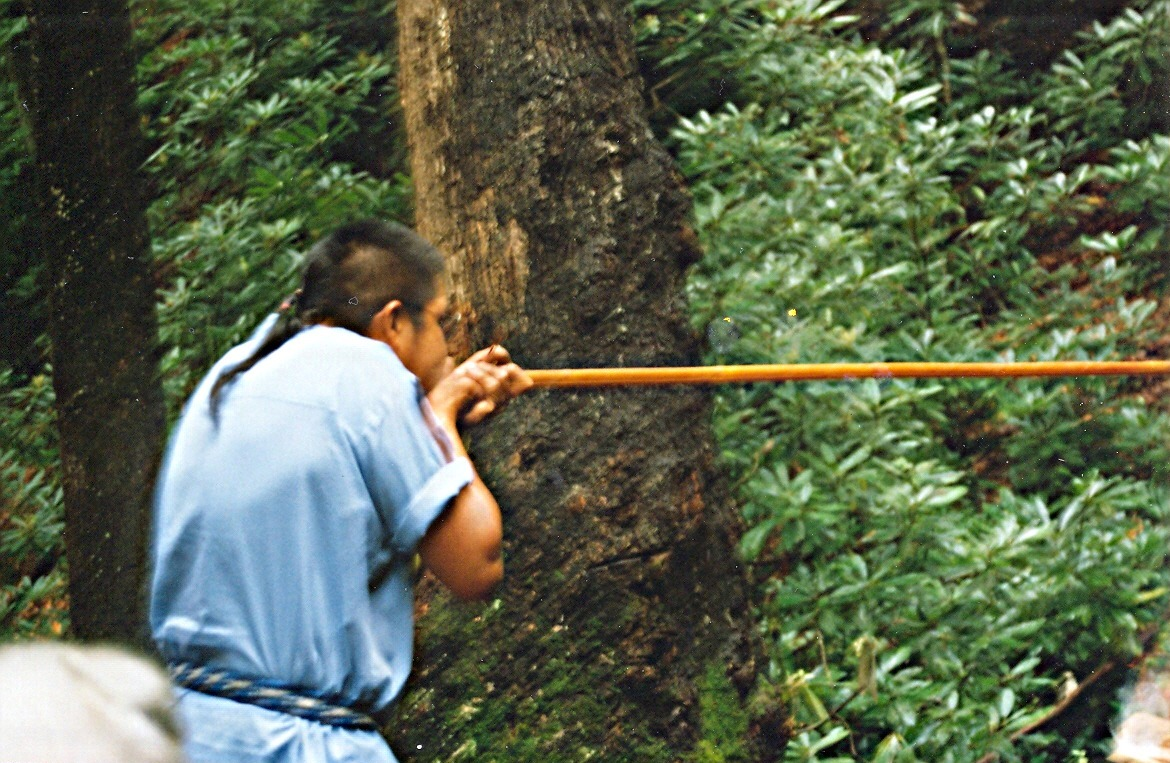
Демонстрація духової зброї індіанців черокі в штаті Північна Кароліна, США

 Духова трубка — метальна зброя у вигляді порожнього циліндра, виготовленого з легких матеріалів
. Метальний заряд приводиться в рух під тиском, який створює людина, що вдуває повітря в трубку. Як метальний заряд здебільшого використовують дротики, при полюванні на дичину часто дротик змащують отрутою. Духова трубка вирізняється простотою у виготовленні і безшумністю, це знаряддя дозволяє відправляти невеликі дротики на відстань до 30 метрів. Внутрішній діаметр духової трубки становить 10—22 мм.
Виготовлення духових трубок має тисячолітню історію. Примітивні форми духових трубок і донині застосовуються корінними народами Південної Індії, Полінезії, Бразилії, Перу, інших південних країн як засіб для полювання на дрібних тварин. Саме в цих регіонах зустрічається широке розмаїття отруйних рослин і земноводних (жаби, ящірки), з яких можливо зробити витяг отрути для просочення дротиків.

## Різновиди
- Томеа́нг — виготовляють зі стебел бамбука, в яких видалені внутрішні перегородки і ретельно відполірований внутрішній просвіт;
- Сарбака́н — духова трубка, виготовлена з двох половинок пальмового стовбура, скріплених спіральною обмоткою. В Європу ці зброю завезли сарацини у XIII столітті, стріляти з неї можна було маленькими стрілами або глиняними кульками. У Франції сарбакан був іграшкою аристократів. Александр Дюма (батько) написав епізод з використанням цієї зброї у своєму романі «Графиня де Монсоро»;
- Сумпіта́н — духова трубка, виготовлена з цілого відрізку борнейского залізного дерева. Цим різновидом користуються племена пунана і кенія-каян на Калімантані, Молуккських і Філіппінських островах;
- Тупак — духова трубка завдовжки два метри, якою користувались у Туркестані. Стріляли з неї глиняними кульками.